# Steve Berra
Stephen Berra, ameriški poklicni rolkar, * 10. maj 1973, St. Louis, Missouri, ZDA.
Berra je začel rolkati pri 13 letih in je svojo kariero kot poklicni rolkar začel pri 18 letih. Najprej je bil vertikalni rolkar, a so ga za ulično rolkanje kmalu navdušile sposobnosti na rolki Eric Kostona. Njegov položaj na rolki je regular.
Berra je tudi eden izmed redkih rolkarjev, ki ima svoj pokrit poligon za rolkanje, v katerem je tudi v celoti posnel učni rolkarski film Starting point 3.
Steve se je preizkusil v igranju v filmih in režiserstvu, in se je leta 1999 poročil z Juliette Lewis, a sta sedaj ločena.
Na filmskem festivalu Sundance 2007, je bil premierno prikazan film, ki ga je zrežiral, The Good Life.
| - Alien Workshop (??? - ) | - Skate More (DVS, 2005) |